# Phaenoglyphis duplocarpentieri
Phaenoglyphis duplocarpentieri is een vliesvleugelig insect uit de familie van de Figitidae. De wetenschappelijke naam van de soort is voor het eerst geldig gepubliceerd in 1987 door Evenhuis & Barbotin.